# 미디어미래연구소
미디어미래연구소는 방송을 포함한 미디어산업 및 콘텐츠, 전파통신의 종합적 연구를 통한 미디어와 미래의 사회·문화를 연결하는 가교역할을 하기 위하여 2004년 12월 23일 설립되었다.

## 주요 사업
- 디지털화와 융합으로 인해 새로운 미디어들이 등장하고, 미디어를 둘러싼 환경이 변화하면서, 양적인 성장과 함께 사회적 병리현상도 함께 문제가 되고 있어, 디지털 미디어가 기반 커뮤니케이션 시스템을 이루는 사회와 문화를 이해하고, 바람직한 문화 형성, 나아가 밝은 미래를 위해서는 미디어에 대한 올바른 이해가 필수적

-  미디어미래연구소의 연구과제 수행 의지는 이러한 기본적인 문제인식으로부터 출발하는 '보다 밝은 미래를 위한 미디어의 모습과 역할'에 대해 학술적으로 고민하고, 정책적으로 접근하여, 전문가들의 의견을 모아 바람직한 정책과 문화형성에 기여
- 미디어미래연구소는 매년 본 연구소의 설립취지인 방송영상을 포함한 미디어, 디지털 콘텐츠, 전파 통신에 대한 학술적이고 종합적인 연구를 통해 미디어와 미래의 사회, 문화를 연결하는 가교역할 수행하고, 실제적으로 정책 결정에 이바지하고 전문가의 의견을 집결할 수 있는 다수의 포럼 운영
- 또한, 국내외 미디어 및 정보통신 관련 데이터베이스 구축을 통해 산업발전 및 연구 활동에 기여하며, 연구소의 다양한 활동의 결과물을 활용하여 산업 및 문화 선도